# العدالة للبعض: القانون وقضية فلسطين
العدالة للبعض: القانون وقضية فلسطين هو كتاب صدر عام 2019 من تأليف نورا عريقات والذي يستكشف العلاقة بين القانون الدولي وسياسات الصراع الإسرائيلي الفلسطيني. ويولي العمل اهتماما خاصا للقانون الدولي كأداة سياسية، وهو في حد ذاته، كما يزعم عريقات، غير كافٍ لضمان العدالة.

## المواضيع الرئيسية
يقدم كتاب "العدالة للبعض" دراسة نقدية للطرق التي تم بها تطبيق القانون الدولي وتفسيره في سياق الصراع الإسرائيلي الفلسطيني. ويرى عريقات أن القانون الدولي ليس محكماً موضوعياً بل هو أداة يمكن استخدامها استراتيجياً لتعزيز مصالح مختلف الجهات الفاعلة. ويصف عريقات هذا العمل بأنه "عمل قانوني"، وهو مصطلح استخدمه دنكان كينيدي لوصف الجهود المبذولة للاستفادة من القانون لتحقيق النتيجة المرجوة. ويوضح عريقات أيضا كيف تعتمد تفسيرات القانون على السياق التاريخي، وتوازن القوى، واستراتيجية الفقيه. وتستمر في مناقشة كيف أن الحقوق القانونية التي يحددها القانون تعتمد على القدرة على إنفاذ القانون، أو كما هو موضح في المقدمة، "القانون هو السياسة".
في جميع أنحاء النص، تسلط عريقات الضوء على استخدام إطار قانوني فريد من نوعه لإنشاء قانون جديد يستثني الفلسطينيين من الحماية القانونية المعمول بها في ظروف أخرى. وعلى وجه التحديد، يزعم عريقات أن الإطار الفريد الذي تم اعتماده من خلال العمل القانوني الإسرائيلي قد وضع الفلسطينيين خارج دولة القانون الطبيعية، مما يسمح بالقضاء على الفلسطينيين على يد الاستيطان الاستعماري من خلال إزالتهم ونزع ممتلكاتهم.
يتناول كتاب "العدالة للبعض" ما وصفه عريقات بخمسة مراحل مهمة في تاريخ فلسطين وإسرائيل والتي توضح كيف يمكن "للعمل القانوني" أن يشكل معنى القانون. النقاط الخمس الموصوفة هي:
1. العقود بين وعد بلفور ونهاية الفترة الأولى من الأحكام العرفية في إسرائيل (1917-1966).
2. احتلال الضفة الغربية وقطاع غزة عام 1967.
3. صدور قرار الجمعية العامة رقم 3210.
4. الانتفاضة الأولى وعملية السلام في أوسلو.
5. الانتفاضة الثانية وعملية الرصاص المصبوب.

## انتقادات لكتاب "العدالة للبعض: القانون وقضية فلسطين"
تشير بعض المراجعات لكتاب "العدالة للبعض: القانون والقضية الفلسطينية" لنورا عريقات إلى أن الكتاب يفتقر إلى رؤية سياسية واضحة وحلول عملية للمستقبل. ويرى النقاد أنه في حين تقدم عريقات تحليلاً شاملاً للقيود والإخفاقات التي يعاني منها القانون الدولي، فإنها لا تقدم خطوات ملموسة نحو تحقيق العدالة وتقرير المصير للفلسطينيين.
بالإضافة إلى ذلك، يشير بعض المراجعين إلى أن حجج عريقات قد تكون أكاديمية ومكثفة للغاية، مما يجعل الكتاب أقل سهولة في الوصول إلى جمهور أوسع. إن الاعتماد الكبير على التحليل القانوني والتاريخي، على الرغم من شموليته، قد يشكل تحديًا للقراء غير الملمين بهذه المجالات.